# 威廉·史蒂文森
威廉·史蒂文森（英語：William Stevenson，1900年10月25日—1985年4月2日），美国前男子田径运动员，主攻短跑。他曾代表美国参加1924年夏季奥林匹克运动会田径比赛，获得男子4×400米接力金牌。